# Villaz-Saint-Pierre
Villaz-Saint-Pierre är en ort i kommunen Villaz i kantonen Fribourg, Schweiz. Orten var före den 1 januari 2020 en egen kommun, men slogs då samman med kommunen La Folliaz till den nya kommunen Villaz.